# Отбрана
Вижте пояснителната страница за други значения на Отбрана.
Във военната наука отбрана се нарича техниката, военния персонал и изкуството за защита на нация, съюз и територия от външна атака, предотвратяване на щети, човешки или на ресурси или завоюване на територия от противника.
Отбраната бива два типа – активна и пасивна. Активната отбрана означава, че правителството на една страна може да формира и поддържа армия, морски военни сили и военна авиация, за да защити страната си, тези армии и сили могат да бъдат използвани също така и при нападение на други страни. Отбрана може да е и форма на война.
Пасивна отбрана: в архитектурен или архитектурно-технологичен план най-често се осъществява чрез стени и фортификации (с водни канали, подвижни мостове), други модерни форми на отбрана са миниране и танкови капани.
Широко е прието както в американската и западноевропейската, така и в съветската и руската военна теория разбирането, че при равни и за двете воюващи страни снабдяване, технологично ниво на оръжейните системи и компетентност на ръководния офицерски състав, отбраняващата се страна в даден конфликт има нужда от значително по-малко ресурси, за да спечели, отколкото нападащата страна. Обикновено се смята, че баланс на силите има при съотношение 3:1 съответно между нападащата и отбраняващата се страна. При такова съотношение от решаващо за изхода на боя значение стават други фактори, като снабдяване, технологично и информационно превъзходство, оперативно майсторство на командния състав и бойна подготовка на воинския състав.
Приема се, че отбраната изисква предварителна подготовка, за да се преодолеят силите на противника.
Важна част от отбраната на страната е отбранителната и военна индустрия.